# 박재준
박재준(2014년 12월 3일 ~ )은 대한민국의 배우이다.

## 생애
2014년 12월 3일에 출생한 그는 2019년 KBS 2TV 수목 드라마 《왜그래 풍상씨》를 통해 배우로 데뷔하였다.
대표 작품 중 드라마로는 2021년 KBS 2TV 저녁 일일 드라마 《사랑의 꽈배기》, 2022년 애플 TV+ 오리지널 드라마 《파친코》 (웹 드라마), 2023년 애플 TV+ 오리지널 드라마 《파친코 2》 (웹 드라마) 등이 있고 영화로는 2022년 《미혹》 등이 있다.

## 출연 작품

### 드라마
| 연도 | 방송사   | 제목                                                     | 역할                                            | 비고      |
| ---- | -------- | -------------------------------------------------------- | ----------------------------------------------- | --------- |
| 2019 | KBS 2TV  | 수목 드라마 《왜그래 풍상씨》                            | 이한방                                          | 40부작    |
| 2019 | KBS 2TV  | 저녁 일일 드라마 《태양의 계절》                         | 박지욱                                          | 102부작   |
| 2019 | SBS      | 수목 드라마 《시크릿 부티크》                            | 장도윤                                          | 16부작    |
| 2020 | TvN      | 토일 드라마 《하이바이, 마마!》                          | 김혁진                                          | 16부작    |
| 2020 | TvN      | 수목 드라마 《오 마이 베이비》                           | 으뜸 주니어                                     | 16부작    |
| 2020 | 채널A    | 금토 드라마 《거짓말의 거짓말》                          | 어린 전기범 (송재희 아역)                       | 16부작    |
| 2021 | TvN      | 월화 드라마 《어느 날 우리 집 현관으로 멸망이 들어왔다》 | 어린 탁선경 (다원 아역)                         | 16부작    |
| 2021 | TvN      | 목요 드라마 《슬기로운 의사생활 2》                      | 은담                                            | 12부작    |
| 2021 | TvN      | 토일 드라마 《갯마을 차차차》                            |                                                 | 16부작    |
| 2021 | KBS 2TV  | 저녁 일일 드라마 《사랑의 꽈배기》                       | 조한별 박한별 어린 박하루 (김진엽, 김수현 아역) | 103부작   |
| 2022 | JTBC     | 수목 드라마 《서른, 아홉》                               | 최훈                                            | 12부작    |
| 2022 | SBS      | 월화 드라마 《사내 맞선》                                | 어린 강태무 (안효섭 아역)                       | 12부작    |
| 2022 | 애플 TV+ | 오리지널 드라마 《파친코》 (웹 드라마)                   | 백노아                                          | 8부작     |
| 2022 | SBS      | 금토 드라마 《오늘의 웹툰》                              | 어린 신대륙 (김도훈 아역)                       | 특별 출연 |
| 2022 | SBS      | 금토 드라마 《천원짜리 변호사》                          | 김건우                                          | 12부작    |
| 2023 | 애플 TV+ | 오리지널 드라마 《파친코 2》 (웹 드라마)                 | 백노아                                          | 8부작     |
| 2023 | JTBC     | 수목 드라마 《이 연애는 불가항력》                       | 오우람                                          | 16부작    |
| 2025 | SBS      | 금토 드라마 《귀궁》                                     | 이광                                            | 16부작    |

### 영화
| 연도 | 제목     | 역할 | 감독   | 비고 |
| ---- | -------- | ---- | ------ | ---- |
| 2022 | 《미혹》 | 이삭 | 김진영 |      |